# Two-way contract
Un two-way contract (ou contrat à deux volets pour les francophones d'Amérique du Nord) est un type de contrat de sport professionnel, utilisé notamment aux États-Unis et au Canada, qui spécifie que le salaire d'un athlète dépend de la ligue dans laquelle l'athlète est affecté à jouer. Cela s'oppose à un one-way contract (ou contrat à un volet) qui paie le même salaire au joueur, quel que soit la ligue où il est affecté.

## Contexte
En Amérique du Nord, de nombreuses ligues sportives professionnelles ont un système de ligues majeures et mineures, comme la National Basketball Association (NBA) avec la NBA Gatorade League (G-League) ou la Ligue nationale de hockey (LNH) avec la Ligue américaine de hockey (LAH). Les joueurs des équipes de ligues majeures peuvent être envoyés temporairement jouer dans les ligues mineures pour des raisons de développement ou de remise en forme.

## Hockey sur glace
Les two-way contracts sont courants pour les joueurs professionnels de hockey sur glace qui aspirent à jouer dans la LNH,. Tout hockeyeur qui entre dans la ligue pour la première fois signe ce type de contrat. Le joueur reçoit un salaire s'il joue avec l'équipe de la ligue majeure, mais reçoit un autre salaire, d'un montant plus bas, s'il est envoyé dans une équipe des ligues mineures.

## Basket-ball
À partir de la saison 2017-2018, la NBA introduit les two-way contracts entre les équipes de la ligue majeure et leurs filiales G-League. Chaque équipe peut  avoir en même temps dans son effectif deux joueurs ayant moins de quatre ans d'expérience en NBA avec un contrat two-way. Contrairement à la LNH, ces contrats ne sont pas offerts à tous les aspirants joueurs de la NBA, mais sont destinés aux joueurs qu'une équipe aimerait garder "en retenue" sans avoir à signer un contrat à temps plein. Cependant, certains joueurs repêchés lors du deuxième tour d'une draft de la NBA peuvent être retenus par des équipes dans le cadre d'un contrat à deux volets comme alternative. Les « two-way players » sont généralement considérés comme les « 16e et 17e hommes » sur une liste d'effectif .
Le système de two-way contract profite aux jeunes joueurs non repêchés à la draft qui ne veulent pas jouer au basket-ball professionnel à l'étranger mais qui souhaitent jouer en NBA, ainsi qu'à ceux qui pensent qu'un développement dans la ligue mineure est bénéfique pour leur carrière.

### Changements de salaire
À l'origine, en excluant le temps passé avant et après la saison de la G League, les joueurs sous contrat à deux volets ne pouvaient passer que jusqu'à 45 jours par saison et n'étaient pas éligibles aux Playoffs NBA,. Au cours de la saison 2017-2018, les joueurs gagnaient 75 000 $ lorsqu'ils jouaient dans la G-League et jusqu'à environ 204 000 $ s'ils passaient un maximum de 45 jours sur une liste d'effectif en ligue majeure, salaire augmentant chaque année jusqu'à 92 241 $ d'ici la saison 2024-2025,.
Cependant, à la suite de la pandémie de Covid-19, lors de la suspension de la saison NBA 2019-2020, la ligue a autorisé les joueurs à deux volets à devenir éligibles pour les playoffs NBA 2020.
Pour la saison 2020-2021, raccourcie à 72 matchs et associée à une saison tronquée de la G-League, la NBA a autorisé une augmentation du salaire pour les two-way contrats, passant à un montant minimum de 81 955 $. Le temps de jeu accordé avec l'équipe NBA est également passé d'un format de 45 jours au total à un format de 50 matchs, même si cette restriction est finalement levée cette année-là, permettant aux athlètes de jouer toute la saison régulière et les playoffs NBA 2021. Les joueurs qui dépassent le plafond initial de 50 matchs reçoivent le salaire minimum d'un vétéran.

## Baseball
Au baseball, les joueurs peuvent recevoir un split contract (contrat fractionné en français). Ce contrat, similaire au two-way contract, verse au joueur des salaires différents selon la ligue dans laquelle il joue.